# フリスト・ストイチコフ
フリスト・ストイチコフ（Христо Стоичков, Hristo Stoichkov, 1966年2月8日 - ）は、ブルガリア・プロヴディフ出身の元サッカー選手。サッカー指導者。現役時代のポジションはフォワード、ミッドフィールダー。
1990年代にFCバルセロナの中心選手の一人としてリーガ・エスパニョーラ優勝などに貢献。ブルガリア代表としても1994年に行われたワールドカップ・アメリカ大会において6得点を挙げ得点王となり同国のベスト4進出（最終成績は4位）に貢献し、バロンドール（欧州年間最優秀選手賞）を受賞。現役引退後はブルガリア代表などで監督を務めていた。

## 生い立ち
ブルガリア中部にあるプロヴディフ州の州都プロヴディフで生まれる。幼少の頃から活発な性格で、勉強は得意ではなかったが運動能力に恵まれ、小学生時代には陸上競技の学校代表に選ばれ、100m走でブルガリアのチャンピオンとなった経験を持つ など当時ストイチコフを指導した教師から「世界的な陸上競技選手になる」と太鼓判を押されたほどだった。また陸上競技だけでなく、サッカーやボクシングなど様々なスポーツに親しんでいた が、10歳の時に地元のサッカークラブでFCマリツァ・プロヴディフのスカウトに勧誘されて同クラブの下部組織に入団し本格的にサッカーを始めることになった。

## クラブ経歴

### CSKAソフィア
1982年にFCヘブロスに入団しキャリアをスタートさせると、1984年に国内の強豪クラブであるCSKAソフィアに移籍。1984-85のシーズンのブルガリア・カップ決勝のレフスキ・ソフィア戦は乱闘騒ぎや退場者を出すなど荒れた展開となり、後に8人の選手が「コミュニストのモラルに反する行為」として出場停止処分を受けたが、この中にストイチコフの名前が含まれており乱闘騒ぎに加わったCSKAの選手の中で唯一人永久追放処分を受けることになった。
10か月後に処分が解除されるとチームに復帰を果たし、ディミタル・ペネフ監督の下でレギュラーに定着。CSKAではリーグ優勝3回（1987年、1989年、1990年）、カップ優勝4回（1985年、1987年、1988年、1989年）、スーパーカップ優勝1回（1989年）、個人としても国内リーグで1988-89シーズンに23得点、1989-90シーズンに38得点を挙げ2年連続で得点王を獲得し1989-90シーズンにはヨーロッパのリーグでの最多得点者に与えられるゴールデンブーツ賞を受賞した。
国際試合では1988-89シーズンのUEFAカップウィナーズカップで準決勝進出し貢献。準決勝ではスペインのFCバルセロナに敗れたものの、この時のプレーぶりがバルセロナの監督を務めていたヨハン・クライフの関心を集め、1989年夏に両者間の話し合いが行われ移籍金450万ドルの5年契約で移籍に合意した。しかし当時24歳だったストイチコフの移籍に関してブルガリア政府は難色を示し「年齢が若いため国外でプレーすることを認めない」として許可は直ぐには与えず、「国外でプレーするには下部組織で2年間、プロで5年間の期間を全うする」との政府の条件を飲み、バルセロナへの移籍を1年先延ばししてCSKAでプレーをすることになった。

### FCバルセロナ
1990年夏にFCバルセロナへ移籍。ストイチコフを獲得した理由についてヨハン・クライフは「我々のクラブにテクニシャンは大勢いるが、彼のような強い個性とアグレッシブさを持ち合わせる選手を必要としていた」と語っている。1990年9月1日、ラリーガの開幕戦となったエスパニョール戦でゴールを決めるデビューを果たすと、以降の2試合でもゴールを決めて、デビューからリーグ戦3試合連続ゴールを決めた。11月18日のカステリョン戦ではリーガで初のハットトリックを決めたが、12月5日に敵地で行われたスーペルコパのレアル・マドリード戦で不利な判定を受けたことで主審に抗議し退場処分を受けたが、この判定に怒りを露わにし審判の脚を踏みつける報復行為を行ったため物議を醸した。この審判への暴力行為に対し6か月（後に2か月に免除）の出場停止処分を受けた。処分が明けるとスタメンに復帰を果たし、3月10日のビルバオ戦では4ゴールを決めるなど、ミカエル・ラウドルップやロナルド・クーマンらと共に6年ぶりのリーグ優勝に貢献した。
1991-92シーズンにはミシェル・プラティニの紹介によりフランスのパリ・サンジェルマンから同シーズン終了後の移籍に関する好条件のオファーを受け仮契約を結んだが、リーグ戦では第31節のアルバセテ・バロンピエで4ゴールを決めるなど、合計17ゴールを決め、レアル・マドリードとの優勝争いの末に最終戦で連覇を決めると「サポーターの気持ちを裏切る事は出来ない」と残留を決意。同年5月のUEFAチャンピオンズカップ決勝ではイタリアのUCサンプドリアを延長戦の末に1-0で下しクラブの初タイトル獲得に貢献した。また1992年のバロンドール（欧州年間最優秀選手賞）の選考では同賞の受賞は成らなかったもののオランダのマルコ・ファンバステン（98票）に次ぐ得票を獲得し（80票）2位に選ばれた。(ファンバステンは、ストイチコフが受賞するのではないかと考えていたという。)クライフは当時を振り返り
と語っている。
1992-93シーズンにはブルガリア代表の試合との兼ね合いからクラブとブルガリアサッカー連盟の間のトラブルに巻き込まれ たこともあり、一時期スランプに陥った。この間、インターコンチネンタルカップのサンパウロ戦では、約20メートルのカーブがかかったミドルシュートで先制点を奪ったが、1-2と敗れた。リーグ戦では第2節のレアル・マドリード戦で決勝ゴール、第3節のアトレチコ・マドリード戦ではハットトリックを決めるなど 活躍をけたが、前シーズンと同様にレアル・マドリードとの優勝争いとなった。最終節を前にレアルマドリードが首位、バルセロナは2位であったが、レアル・ソシエダ戦ではベギリスタインの折り返しから決勝点を決める活躍、レアルマドリードがテネリフェと引き分け、逆転での3連覇に貢献。1993-94シーズンにブラジルのロマーリオが加入。チームに所属する外国籍選手はストイチコフ、ラウドルップ、クーマンの4人となり誰が試合に出場し誰が控えに回るのかが焦点となったが、ストイチコフはポジションを獲得しロマーリオとのコンビで攻撃陣を牽引。リーグ戦では、最終節のセヴィリア戦で優勝の為には勝利が絶対条件の中、相手に先制点を許すも、2ゴール1アシストの活躍でチームを勝利に導き、ラ・コルーニャとの優勝争いに競り勝ち4連覇を達成した。一方でチャンピオンズリーグ決勝ではACミランに0-4と大敗した。クライフ監督に率いられた当時のチームの通称「エル・ドリーム・チーム」はクラブの歴史上でも最も強いチームの一つと評され、ストイチコフ自身もバルセロナサポーターの人気を獲得した。
1994年にブルガリア代表での活躍（後述）もありバロンドールを受賞したが、その一方で監督のクライフとの関係に亀裂が生じるようになり、ラウドルップとスビサレッタを放出し、クライフの息子であるジョルディ・クライフをレギュラーに登用したことなどを公然と批判した。1995年3月に行われたUEFAチャンピオンズリーグ 1994-95準々決勝でパリ・サンジェルマンに敗れると、ストイチコフは「私を採るのか、クライフを採るのか」とアピールし解任を求める行動を起こした が、ファンやクラブ幹部の支持を得ることは出来なかった。クライフとの関係について当初はよい関係を築いていたが、徐々に悪化し、特に1994-95シーズン、チームが勝てなくなると自分やハジのことを左足でしかプレー出来ないなどと名指しで批判するなど、選手に責任をなすりつけ自身の保身をはかっていたと批判、また1993-94シーズンのチャンピオンズリーグ決勝でミランに0-4と負けたのはクライフの傲りが招いたとも批判した。

### その後
1995年夏にイタリアのパルマへ1500万ドルの金額で移籍。開幕戦となったアタランタ戦では直接FKからゴールを決め、リーグ第5節終了までに4ゴールを奪うが、その後リーグ戦では第19節のインテル戦でゴールを決めたのみに終わった。同じ様なポジションには既にジャンフランコ・ゾラが居たこと、ファウスティーノ・アスプリージャの奔放なプレースタイルもあり、ネヴィオ・スカラ監督は様々な試みをするも、力を発揮出来ず、前述の様なチーム事情があるにも関わらず獲得したチームフロント陣は批判された。翌1996年にクライフが健康上の問題により退任しボビー・ロブソンが監督に就任したこともありバルセロナに復帰。1996-97シーズンのUEFAカップウィナーズカップでは決勝でフランスのパリ・サンジェルマンFC下しタイトル獲得に貢献した。しかしロブソンが1シーズン限りで退団し、翌1997-98シーズンにルイ・ファン・ハールが監督に就任すると出場機会を失い、チャンピオンズリーグ2次予選のスコントFC戦でのPKによる決勝ゴールがバルセロナでの最後のゴールとなった。古巣のCSKAソフィアやサウジアラビアのアル・ナスルへレンタル移籍をした。
1998年にJリーグの柏レイソルへ移籍、デビュー戦となった同年7月29日のヴィッセル神戸戦ですぐにゴールを決めた。1999年は4月の浦和戦、名古屋戦、G大阪戦、5月5日の市原戦まで4試合連続ゴールを決める活躍をしたが、UEFA欧州選手権の予選出場のためにチームを離れると、再びレイソルに戻ることはなく退団、引退と伝えられた。
2000年からはアメリカ合衆国のメジャーリーグサッカー (MLS) のシカゴ・ファイアーへ加入し、第1節のダラス・バーン戦で2ゴールを決める デビューを果たし、USオープンカップではゴールを決めて 優勝を果たし、MLSカップでは準優勝に貢献した。2003年に同じくMLSのD.C. ユナイテッドへ移籍してアシスタントコーチ兼選手を務め、シーズン終了後の同年12月に現役を引退した。
引退試合は2004年5月にバルセロナの本拠地であるカンプ・ノウで行われ、往年のエル・ドリーム・チームの一員としてボビー・ロブソンとディミタル・ペネフの率いる世界選抜と対戦。ストイチコフは開始10分間に2得点を挙げ自らの引退の花道を飾った。

## 代表経歴
ブルガリア代表としては1987年9月23日に行われたUEFA欧州選手権1988予選のベルギー戦でデビュー。翌1988年1月22日に行われたカタールとの親善試合で代表初得点を決めた。
1994年に開かれたワールドカップ・アメリカ大会ではクラシミル・バラコフやヨルダン・レチコフらと共にチームを牽引 し、グループリーグ3試合で3得点を挙げ2位で決勝トーナメントへ進出。同1回戦でも自ら1得点を決めるとPK戦の末にメキシコを下し準々決勝へ進出。準々決勝では前回優勝国のドイツとの対戦となったが、この試合では、75分に1-1の同点に追いつくフリーキックを決め勝利に貢献し、ワールドカップの歴史において1962年チリ大会、1966年イングランド大会、1970年メキシコ大会、1974年西ドイツ大会、1986年メキシコ大会と過去5回出場しながら16試合で6引分け10敗と1勝もあげることが出来なかった 同国を初のベスト4進出に導いた。ストイチコフは準決勝のイタリア戦でも1得点を決め大会通算6得点を挙げ、ロシアのオレグ・サレンコと共に大会得点王になった。ストイチコフは当時を振り返り次のように語っている。
1996年のUEFA EURO '96では3得点を挙げたもののグループリーグ敗退に終わり、ペネフ監督の退任やブルガリアサッカー連盟の内紛に抗議して代表参加をボイコット したが1年後、ペネフの後任のフリスト・ボネフの説得により代表チームに復帰。1998年のワールドカップ・フランス大会に出場したがグループリーグ敗退に終わり、1999年6月9日に行われたUEFA EURO 2000予選のイングランド戦を最後に代表から退いた。ストイチコフは国際Aマッチ83試合に出場し37得点を挙げた。

## 指導者経歴
2004年7月15日、UEFA EURO 2004終了後に辞任したプラメン・マルコフの後任としてブルガリア代表監督に就任。成績不振により辞任。2006 FIFAワールドカップへの出場を目指すが、同年9月から始まった欧州予選ではスウェーデンに連敗を喫し、クロアチアに1分1敗と負け越すなど4勝3分け3敗、勝ち点15の成績で予選敗退。ワールドカップ出場を逃したことで多くの批判を浴びた。
続くUEFA EURO 2008予選でも指揮を執ったが、2006年10月13日に主将のスティリアン・ペトロフが「ストイチコフの下ではプレーする意思はない」と代表チームからの引退を発表。2007年3月28日にホームのソフィアで行われたアルバニア戦で0-0と引き分け、2勝3分けの成績となりグループ3位に後退すると再び批判を受けた。ブルガリアサッカー連盟 (BFU) は、同年4月10日にストイチコフから口頭で辞意が伝えられ承認したことを発表した。
同日、スペインのセルタ・デ・ビーゴの新監督就任。就任時に降格圏内の18位にいたセルタはその後も成績が上昇せず、2部リーグへの降格が決まったがクラブはストイチコフの続投を発表した。しかし2部リーグでも11位と低迷を続けていたこともあり、同年10月8日に監督を解任された。
2009年6月29日、南アフリカ共和国のマメロディ・サンダウンズの監督に就任し、翌2010年まで指揮を執った。
2012年1月、母国のリテックス・ロヴェチの監督に就任。
2013年6月、古巣CSKAソフィアの監督に就任したが、クラブ首脳陣との間で信頼関係が崩れたことなどを理由に、同年7月8日に辞任した。

## 人物
左足での正確なプレースキックとスピードを生かしたドリブル突破が特徴。身体能力が高く緩急を自在につけることで相手守備陣のリズムを狂わせ、また味方を生かすアシスト能力、ペナルティエリア内での得点能力を持ち合わせており、様々な攻撃的なポジションをこなすことが可能だった。一方でバルセロナ時代の監督だったクライフはストイチコフのプレーを評価しながらも、左足だけでしかプレー出来ない問題があり、選手として限界があったと指摘している。
欧州サッカー連盟 (UEFA) 創立50周年を記念して2004年に開催されたUEFAジュビリーアウォーズの際にはブルガリアサッカー連盟により過去50年間（1954年-2004年）におけるブルガリア最優秀選手に選ばれた。また、1999年にはワールドサッカー誌の20世紀の偉大なサッカー選手100人で48位に選出。2004年3月にはペレが選ぶ『偉大なサッカー選手100人』 (FIFA100) にブルガリアから唯一選出されるなど同国最高の選手と評されている。
感情の起伏の激しい人物としても知られるが、バルセロナ時代、ロマーリオとは共に食事や外出するなど、良好な関係を築いた。審判の判定に執拗に食い下がり抗議する場面がしばしばみられ、時には退場処分を受けることもあった。メディアでは「審判の敵」として扱われることが多く、その言動は物議を醸した が、バルセロナ時代のチームメイトだったラウドルップはストイチコフの人物像について次のように語っている。
また、カタルーニャ州やFCバルセロナへ愛着を持つ一方で、ライバルクラブであるレアル・マドリードに対しては批判的なことでも知られる。

## 個人成績
2003年シーズン終了時の成績
| クラブ成績 | クラブ成績         | クラブ成績     | リーグ | リーグ                                        | カップ | カップ | リーグ杯 | リーグ杯 | 国際大会 | 国際大会 | 通算 | 通算 |
| シーズン   | クラブ             | リーグ         | 出場   | 得点                                          | 出場   | 得点   | 出場     | 得点     | 出場     | 得点     | 出場 | 得点 |
| ---------- | ------------------ | -------------- | ------ | --------------------------------------------- | ------ | ------ | -------- | -------- | -------- | -------- | ---- | ---- |
| 1982-83    | ヘブロス           | B PFG          | 11     | 4                                             |        |        | -        | -        |          | 0        |      |      |
| 1983-84    | ヘブロス           | B PFG          | 21     | 10                                            |        |        | -        | -        |          | 0        |      |      |
| 1984-85    | CSKAソフィア       | A PFG          | 11     | 0                                             |        |        | -        | -        |          | 0        |      |      |
| 1985-86    | CSKAソフィア       | A PFG          | 0      | 0                                             | 0      | 0      | -        | -        | 0        | 0        |      |      |
| 1986-87    | CSKAソフィア       | A PFG          | 25     | 6                                             |        |        | -        | -        |          | 0        |      |      |
| 1987-88    | CSKAソフィア       | A PFG          | 27     | 14                                            |        |        | -        | -        |          | 0        |      |      |
| 1988-89    | CSKAソフィア       | A PFG          | 26     | 23                                            |        |        | -        | -        |          | 7        |      |      |
| 1989-90    | CSKAソフィア       | A PFG          | 30     | 38                                            |        |        | -        | -        |          | 2        |      |      |
| 1990-91    | バルセロナ         | プリメーラ     | 24     | 14                                            | 6      | 2      | -        | -        | 8        | 5        | 38   | 21   |
| 1991-92    | バルセロナ         | プリメーラ     | 32     | 17                                            | 2      | 1      | -        | -        | 9        | 4        | 43   | 22   |
| 1992-93    | バルセロナ         | プリメーラ     | 33     | 20                                            | 6      | 2      | -        | -        | 6        | 2        | 45   | 24   |
| 1993-94    | バルセロナ         | プリメーラ     | 34     | 16                                            | 6      | 1      | -        | -        | 8        | 7        | 48   | 24   |
| 1994-95    | バルセロナ         | プリメーラ     | 26     | 9                                             | 4      | 5      | -        | -        | 8        | 3        | 38   | 17   |
| 1995-96    | パルマ             | セリエA        | 23     | 5                                             | 2      | 0      | -        | -        | 5        | 2        | 30   | 7    |
| 1996-97    | バルセロナ         | プリメーラ     | 22     | 7                                             | 6      | 1      | -        | -        | 6        | 0        | 34   | 8    |
| 1997-98    | バルセロナ         | プリメーラ     | 4      | 0                                             | 1      | 0      | -        | -        | 3        | 1        | 8    | 1    |
| 1997-98    | CSKAソフィア       | A PFG          | 4      | 1                                             |        |        |          |          | 0        | 0        |      |      |
| 1997-98    | アル・ナスル       |                | 0      | 0                                             | 0      | 0      | -        | -        | 2        | 1        | 2    | 1    |
| 1998       | 柏                 | J              | 16     | 8                                             | 1      | 0      | 0        | 0        | -        | -        | 17   | 8    |
| 1999       | 柏                 | J1             | 11     | 4                                             | -      | -      | 1        | 1        | -        | -        | 12   | 5    |
| 2000       | シカゴ・ファイアー | MLS            | 18     | 9                                             | 3      | 1      | -        | -        | -        | -        | 21   | 10   |
| 2001       | シカゴ・ファイアー | MLS            | 17     | 6                                             | 3      | 2      | -        | -        | -        | -        | 20   | 8    |
| 2002       | シカゴ・ファイアー | MLS            | 16     | 2                                             | 0      | 0      | -        | -        | -        | -        | 16   | 2    |
| 2003       | D.C. ユナイテッド  | MLS            | 21     | 5                                             | 3      | 1      | -        | -        | -        | -        | 24   | 6    |
| 通算       | ブルガリア         | ブルガリア     | 151    | 95\|\|\|\|\|\|0\|\|0\|\|\|\|9\|\|\|\|         |        |        |          |          |          |          |      |      |
| 通算       | スペイン           | スペイン       | 175    | 83                                            | 31     | 12     | 0        | 0        | 48       | 12       | 254  | 127  |
| 通算       | イタリア           | イタリア       | 23     | 5                                             | 2      | 0      | 0        | 0        | 5        | 2        | 30   | 7    |
| 通算       | サウジアラビア     | サウジアラビア | 0      | 0                                             | 0      | 0      | 0        | 0        | 2        | 1        | 2    | 1    |
| 通算       | 日本               | 日本           | 27     | 12                                            | 1      | 0      | 1        | 1        | 0        | 0        | 29   | 13   |
| 通算       | アメリカ           | アメリカ       | 72     | 22                                            | 9      | 4      | 0        | 0        | 0        | 0        | 81   | 26   |
| 総通算     | 総通算             | 総通算         | 455    | 218\|\|\|\|\|\|1\|\|1\|\|\|\|24\|\|457\|\|219 |        |        |          |          |          |          |      |      |

## 代表歴

### 出場大会
- ブルガリア代表
  - 1994 FIFAワールドカップ
  - 1998 FIFAワールドカップ

### 試合数
- 国際Aマッチ 83試合 37得点（1987年-1999年）[63][3]

| ブルガリア代表 | ブルガリア代表 | ブルガリア代表 | ブルガリア代表 | ブルガリア代表 | ブルガリア代表 | ブルガリア代表 | ブルガリア代表 |
| 年             | 国際大会       | 国際大会       | 親善試合       | 親善試合       | 合計           | 合計           |                |
| 年             | 出場           | 得点           | 出場           | 得点           | 出場           | 得点           |                |
| -------------- | -------------- | -------------- | -------------- | -------------- | -------------- | -------------- | -------------- |
| 1987           | 3              | 0              | 0              | 0              | 3              | 0              |                |
| 1988           | 2              | 0              | 10             | 4              | 12             | 4              |                |
| 1989           | 4              | 1              | 4              | 0              | 8              | 1              |                |
| 1990           | 3              | 0              | 1              | 0              | 4              | 0              |                |
| 1991           | 2              | 1              | 1              | 1              | 3              | 2              |                |
| 1992           | 3              | 1              | 2              | 1              | 5              | 2              |                |
| 1993           | 6              | 4              | 0              | 0              | 6              | 4              |                |
| 1994           | 10             | 9              | 1              | 0              | 11             | 9              |                |
| 1995           | 7              | 7              | 0              | 0              | 7              | 7              |                |
| 1996           | 3              | 3              | 2              | 2              | 5              | 5              |                |
| 1997           | 3              | 1              | 1              | 0              | 4              | 1              |                |
| 1998           | 6              | 0              | 4              | 1              | 10             | 1              |                |
| 1999           | 3              | 1              | 2              | 0              | 5              | 1              |                |
| 通算           | 55             | 28             | 28             | 9              | 83             | 37             |                |

### 得点
出典
| #  | 開催日         | 開催地                         | 対戦国           | 結果 | 大会                          |
| -- | -------------- | ------------------------------ | ---------------- | ---- | ----------------------------- |
| 1  | 1988年1月21日  | カタール、ドーハ               | カタール         | 3-2  | 親善試合                      |
| 2  | 1988年8月9日   | ノルウェー、オスロ             | ノルウェー       | 1-1  | 親善試合                      |
| 3  | 1988年9月21日  | ブルガリア、ソフィア           | ソビエト連邦     | 2-2  | 親善試合                      |
| 4  | 1988年9月24日  | ポーランド、ビャウィストク     | ポーランド       | 2-3  | 親善試合                      |
| 5  | 1989年10月11日 | ブルガリア、ヴァルナ           | ギリシャ         | 4-0  | 1990 FIFAワールドカップ・予選 |
| 6  | 1991年9月25日  | ブルガリア、ソフィア           | イタリア         | 2-1  | 親善試合                      |
| 7  | 1991年10月16日 | ブルガリア、ソフィア           | サンマリノ       | 4-0  | UEFA EURO '92予選             |
| 8  | 1992年8月19日  | ブルガリア、ソフィア           | メキシコ         | 1-1  | 親善試合                      |
| 9  | 1968年9月9日   | ブルガリア、ソフィア           | フランス         | 2-0  | 1994 FIFAワールドカップ・予選 |
| 10 | 1993年4月28日  | ブルガリア、ソフィア           | フィンランド     | 2-0  | 1994 FIFAワールドカップ・予選 |
| 11 | 1993年5月12日  | ブルガリア、ソフィア           | イスラエル       | 2-2  | 1994 FIFAワールドカップ・予選 |
| 12 | 1993年4月28日  | ブルガリア、ソフィア           | スウェーデン     | 1-1  | 1994 FIFAワールドカップ・予選 |
| 13 | 1993年10月13日 | ブルガリア、ソフィア           | オーストラリア   | 4-1  | 1994 FIFAワールドカップ・予選 |
| 14 | 1994年6月26日  | アメリカ、シカゴ               | ギリシャ         | 3-0  | 1994 FIFAワールドカップ       |
| 15 | 1994年6月26日  | アメリカ、シカゴ               | ギリシャ         | 3-0  | 1994 FIFAワールドカップ       |
| 16 | 1994年6月30日  | アメリカ、ダラス               | アルゼンチン     | 2-0  | 1994 FIFAワールドカップ       |
| 17 | 1994年7月5日   | アメリカ、イーストラザフォード | メキシコ         | 1-1  | 1994 FIFAワールドカップ       |
| 18 | 1994年7月10日  | アメリカ、イーストラザフォード | ドイツ           | 2-1  | 1994 FIFAワールドカップ       |
| 19 | 1994年7月13日  | アメリカ、イーストラザフォード | イタリア         | 1-2  | 1994 FIFAワールドカップ       |
| 20 | 1994年11月16日 | ブルガリア、ソフィア           | モルドバ         | 4-1  | UEFA EURO '96予選             |
| 21 | 1994年11月16日 | ブルガリア、ソフィア           | モルドバ         | 4-1  | UEFA EURO '96予選             |
| 22 | 1994年12月14日 | ウェールズ、カーディフ         | ウェールズ       | 3-0  | UEFA EURO '96予選             |
| 23 | 1995年4月26日  | モルドバ、キシナウ             | モルドバ         | 3-0  | UEFA EURO '96予選             |
| 24 | 1995年4月26日  | モルドバ、キシナウ             | モルドバ         | 3-0  | UEFA EURO '96予選             |
| 25 | 1995年6月7日   | ブルガリア、ソフィア           | ドイツ           | 3-2  | UEFA EURO '96予選             |
| 26 | 1995年6月7日   | ブルガリア、ソフィア           | ドイツ           | 3-2  | UEFA EURO '96予選             |
| 27 | 1994年9月6日   | アルバニア、ティラナ           | アルバニア       | 3-0  | UEFA EURO '96予選             |
| 28 | 1995年10月11日 | グルジア、トビリシ             | グルジア         | 1-2  | UEFA EURO '96予選             |
| 29 | 1995年11月15日 | ドイツ、ベルリン               | ドイツ           | 1-3  | UEFA EURO '96予選             |
| 30 | 1996年5月28日  | ブルガリア、ソフィア           | 北マケドニア     | 3-0  | 親善試合                      |
| 31 | 1996年6月2日   | ブルガリア、ソフィア           | アラブ首長国連邦 | 4-1  | 親善試合                      |
| 32 | 1996年6月9日   | イングランド、リーズ           | スペイン         | 1-1  | UEFA EURO '96                 |
| 33 | 1996年6月13日  | イングランド、ニューカッスル   | ルーマニア       | 1-0  | UEFA EURO '96                 |
| 34 | 1996年6月18日  | イングランド、ニューカッスル   | スペイン         | 1-3  | UEFA EURO '96                 |
| 35 | 1997年6月8日   | ブルガリア、ブルガス           | ルクセンブルク   | 4-0  | 1998 FIFAワールドカップ・予選 |
| 36 | 1998年6月5日   | ブルガリア、ソフィア           | アルジェリア     | 2-0  | 親善試合                      |
| 37 | 1999年3月31日  | ルクセンブルク、ルクセンブルク | ルクセンブルク   | 2-0  | UEFA EURO 2000予選            |

## 個人タイトル
- UEFAカップウィナーズカップ得点王 1回（1989年）
- ブルガリアリーグ得点王 2回（1989年、1990年）
- ブルガリア年間最優秀選手賞 5回（1989年、1990年、1991年、1992年、1994年）
- ヨーロッパ・ゴールデンシュー 1回（1990年）
- オンズドール 1回（1992年）
- FIFAワールドカップ得点王 1回（1994年）
- バロンドール 1回（1994年）
- ドン・バロン・アワード年間最優秀外国人選手 1回（1994年）
- ゴールデンフット賞オールタイムレジェンド （2007年）